# Kanton La Rochelle-2
Der Kanton La Rochelle-2 ist seit 1973 ein französischer Kanton im Département Charente-Maritime und in der Region Nouvelle-Aquitaine. Er umfasst im Arrondissement La Rochelle einen Teilbereich der Stadt La Rochelle. Im Rahmen der landesweiten Neuordnung der französischen Kantone im März 2015 vergrößerte sich sein Zuschnitt, so dass im Kanton jetzt 26.602 Einwohner leben (Stand: 2022). Mit der Neuordnung änderte sich außerdem sein INSEE-Code von 1724 auf 1715.

## Gemeinden
Der Kanton besteht aus dem südlichen Teil der Stadt La Rochelle.

## Politik
| Vertreter im Departementrat | Vertreter im Departementrat    | Vertreter im Departementrat |
| Amtszeit                    | Namen                          | Partei                      |
| --------------------------- | ------------------------------ | --------------------------- |
| 1988–2015                   | Marc Parnaudeau                | PS                          |
| 2015–                       | Patricia Friou Dominique Guégo | DVG                         |